# Dodge Hornet
Dodge Hornet — концептуальный минивэн, разработанный и выпущенный американской компанией Dodge в 2006 году. Первую попытку Dodge создать автомобиль такого размера ожидали выпустить в 2010 году, но после финансового кризиса 2009 года и реструктуризации Chrysler Group от такой идеи отказались.

## Описание
В 2006 году производитель Dodge готовился к выходу на европейский рынок модели сегмента B и начал выставку, на которой был представлен Dodge Hornet. Цель состояла в том, чтобы выпустить автомобиль мини-размера, ориентированный исключительно на молодых городских потребителей в Европе. По словам Дитера Цетше, председателя правления DaimlerChrysler (поскольку в то время компании были объединены), автопроизводитель хотел использовать существующую платформу для небольших автомобилей, которая сначала могла быть от Mitsubishi, а затем рассматривалась Polo от Volkswagen. Планировалось, что к 2008 году Hornet станет первым продуктом сотрудничества Chrysler и Nissan, использующим платформу Nissan Versa.

## Технические характеристики
Dodge Hornet оснащён четырёхцилиндровым турбодвигателем Tritec объёмом 1,6 л и мощностью 127 кВт (170 л. с.). Двигатель разгонял автомобиль до 97 км/ч за 7,5 секунды и развивал максимальную скорость 217 км/ч. По словам производителя, двигатель выпущен на совместном предприятии Chrysler и BMW в Бразилии.